# Justus Arnemann

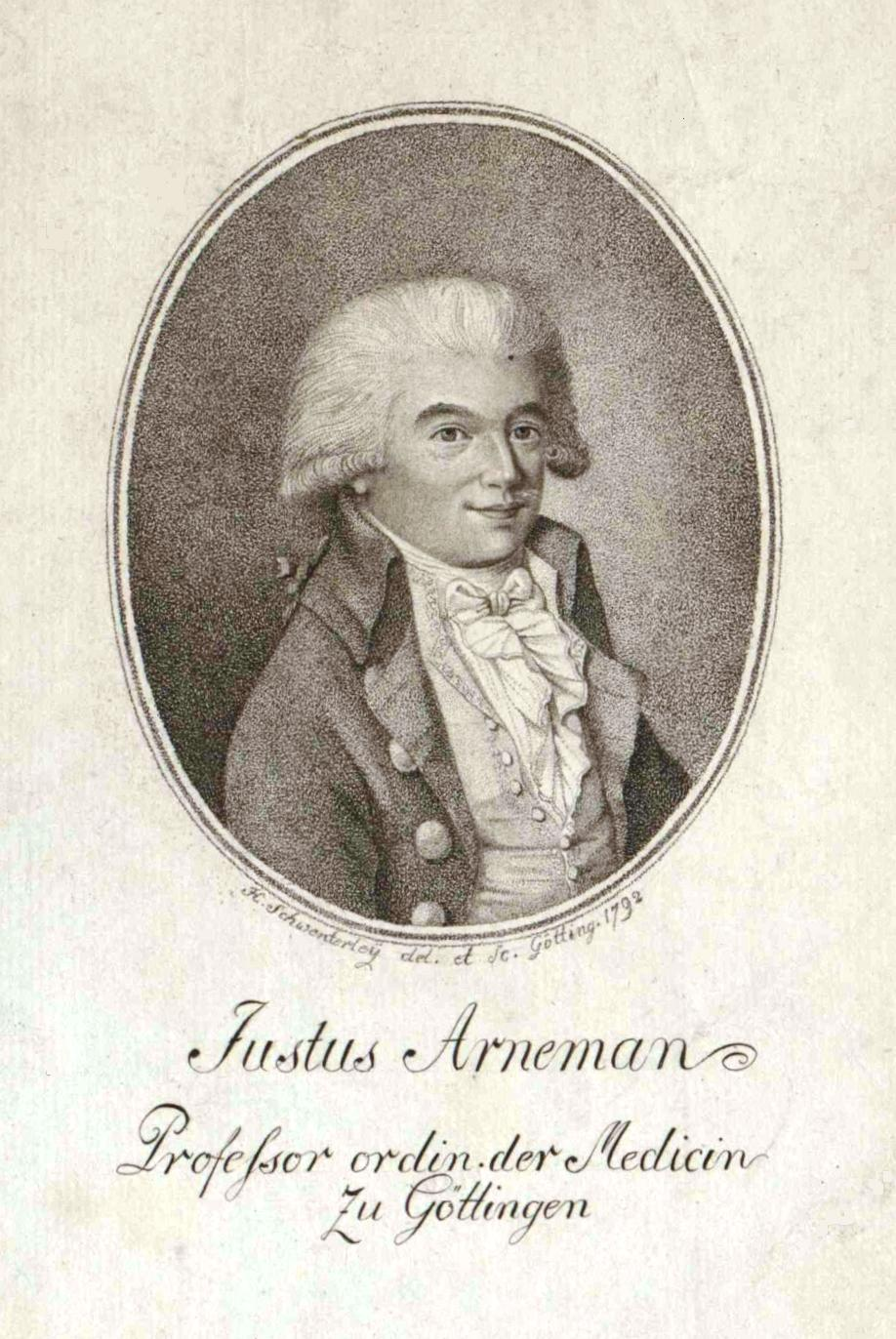
Justus Arnemann, Stich von Heinrich Schwenterley (1792)

Justus Arnemann (* 23. Juni 1763 in Lüneburg; † 25. Juli 1806 in Hamburg) war ein deutscher Medizinprofessor und Chirurg.

## Leben
Arnemann studierte ab 1781 Philologie an der Universität Göttingen. Nach zwei Jahren wechselte er zum Studienfach Medizin. Dieses Studium konnte er 1786 erfolgreich mit seiner 1787 in deutscher Sprache veröffentlichten Promotionsarbeit abschließen.
Im September 1787 erfolgte seine Ernennung zum Extraordinarius und Anfang 1792 wurde Arnemann zum ordentlichen Professor für Medizin an der Universität Göttingen berufen. Dort häufte er mit der Zeit so hohe Schulden auf, dass er 1803 aus der Stadt flüchten musste. Er ging nach Hamburg und eröffnete dort eine Praxis als praktischer Arzt. Obwohl Arnemann als Arzt, dessen Schriften auch für Vorlesungen über Augenheilkunde von Johann Bartholomäus von Siebold benutzt wurden, sehr erfolgreich war, verschuldete er sich mit der Zeit wieder enorm, erschoss sich vier Wochen nach seinem 43. Geburtstag am 25. Juli 1806 in Hamburg und fand dort auch seine letzte Ruhestätte.

## Schriften
als Autor
- Entwurf einer praktischen Arzneimittellehre. Göttingen 1791.
- Justus Arneman’s praktische Arzneymittellehre. Ghelen, Wien 1799. (Digitalisat)
- Chirurgische Arzneimittellehre. 3. Auflage. Vandenhoeck & Ruprecht, Göttingen 1799. (Digitalisierte Ausgabe der Universitäts- und Landesbibliothek Düsseldorf)
- Chirurgische Arzneimittellehre. 4. vermehrte Auflage. Vandenhoeck & Ruprecht, Göttingen 1803. (Digitalisierte Ausgabe der Universitäts- und Landesbibliothek Düsseldorf)
- Chirurgische Arzneimittellehre. 5. Auflage. bearb. von Ludwig August Kraus, Vandenhoeck & Ruprecht, Göttingen 1813. (Digitalisierte Ausgabe der Universitäts- und Landesbibliothek Düsseldorf)
- Justus Arnemann’s praktische Arzneymittellehre. 5. Auflage. Ghelen, Wien 1808 (Digitalisierte Ausgabe der Universitäts- und Landesbibliothek Düsseldorf)
- Justus Arnemann’s chirurgische Arzneimittellehre. 6. Auflage. bearb. von Ludwig August Kraus. Vandenhoeck & Ruprecht, Göttingen 1818. (Digitalisierte Ausgabe der Universitäts- und Landesbibliothek Düsseldorf)
- Praktische Arzneimittellehre. 4. Auflage. Vandenhoeck & Ruprecht, Göttingen 1801.
- System der Chirurgie. Vandenhoeck & Ruprecht, Göttingen 1798/1801 (2 Bde.).
- Ueber die Reproduktion der Nerven. Dieterich, Göttingen 1786.
- Uebersicht der berühmtesten und gebräuchlichsten chirurgischen Instrumente älterer und neuerer Zeiten. Vandenhoeck & Ruprecht, Göttingen 1796.
- Medizinische Dissertation, Göttingen 1786, erschienen in mehreren Bänden:
  - Versuche über das Gehirn und Rückenmark. Dieterich, Göttingen 1787.
  - Versuche über die Regeneration an lebenden Thieren. Dieterich, Göttingen 1787.

als Herausgeber
- Handbuch der praktischen Medicin. Göttingen 1800 (unvollendet).
- Kleine Beobachtungen über Taubstumme. Vieweg, Berlin 1799.